# Anoplodonta nigrirostris
Anoplodonta nigrirostris är en tvåvingeart som först beskrevs av Friedrich Hermann Loew 1866.  Anoplodonta nigrirostris ingår i släktet Anoplodonta och familjen vapenflugor. Inga underarter finns listade i Catalogue of Life.